# 55 degrés nord
55 degrés nord (55 Degrees North) est une série télévisée britannique en quatorze épisodes de 52 minutes créée par Timothy Prager, et diffusée entre le 6 juillet 2004 et le 10 juillet 2005 sur BBC One.
En France, la série a été diffusée à partir du 26 avril 2006 sur Paris Première et rediffusée sur TPS Star, et au Québec à partir du 20 février 2007 sur Séries+. Elle reste inédite dans les autres pays francophones.

## Synopsis
Sergent de police jeune et dynamique, Nicky Cole est muté à la brigade de nuit de Newcastle, où il se lance immédiatement dans une enquête difficile.
Après avoir dénoncé l'un de ses collègues pour sa brutalité envers un suspect, le sergent Nicky Cole est renvoyé de la police de Londres. On le mute à Newcastle, dans la brigade de nuit. Il découvre ainsi qu'être un bon policier ne rend pas nécessairement populaire. Il se comprend également que ses amis se comptent sur les doigts d'une main et que la plupart de ses collègues le regardent avec suspicion. Il veut néanmoins faire bonne impression auprès de son patron, l'inspecteur Carter. Il se lance donc à la recherche de l'unique témoin d'un procès pour racket, qui a disparu. Un autre personnage-clef pour l'enquête a déjà été assassiné.

## Distribution
- Don Gilet : DS Nicky Cole
- Dervla Kirwan : Claire Maxwell
- Andrew Dunn : Sgt. Rick Astel
- Mark Stobbart : PC Martin Clark
- Emma Cleasby (ca) : Sgt. Katherine Brookes
- Michael Hodgson : DS Frank Maguire
- Darren Morfitt (en) : DS Patrick Yates

## Épisodes

### Première saison (2004)
1. Terreur sur Mornington Road (Between a Rock and a Hard Place)
2. Intimidation (Payback)
3. Discrimination (Happy Ending)
4. État d'ivresse (A Question of Timing)
5. Meurtre et corruption (No Loyalty)
6. Amnésie (Officer Down)

### Deuxième saison (2005)
1. Rapport de force (Holy Day of Obligation)
2. Hold-up (Make Me a Hero)
3. L'Un ou l'autre (A Firm Hand)
4. Expulsion (Vague Allegations)
5. Désigné coupable (Girl in the Castle)
6. L'Îlotier (Some Sort of Vigilante)
7. Un coupable idéal (Nothing You Want to Be)
8. Coup double (Ashes to Ashes)